# هاري تشادويك (سياسي)
هاري تشادويك هو سياسي كندي، ولد في 13 نوفمبر 1930. حزبياً، نشط في الحزب الكندي التقدمي المحافظ. وقد انتخب عضو مجلس العموم الكندي.